# Pete Parada
Pete Parada (ur. 9 lipca 1974) – amerykański perkusista, członek wielu zespołów. Karierę perkusisty rozpoczął w 1996 roku, kiedy wstąpił do Steel Prophet i nagrał z nimi rok później jeden album. Następnie wstąpił do zespołu Face to Face i Saves the Day, w latach 2007-2021 był perkusistą The Offspring, od 2023 roku gra w zespole The Defiant. Był również związany z metalowym zespołem Engine i solowym projektem Roba Halforda, Halford, krótko zagrał na perkusji w zespole Alkaline Trio.

## Kariera muzyka

### Face to Face
Po przesłuchaniu 25 różnych perkusistów aby zastąpić Roba Kurtha, Parada dołączył oficjalnie do Face to Face w 1998 roku. Obecny był on na czterech albumach zespołu: Ignorance is Bliss, Standards & Practices (oba wydane w 1999), Reactionary (2000) i How to Ruin Everything (2002).
Kalifornijski zespół punkrockowy Face to Face był aktywny do 2003 roku, chociaż rozpoczął pożegnalne tournée w następnym roku. Grupa na czas nieokreślony zrobiła sobie przerwę. 29 stycznia 2008 Face to Face ogłosił na swojej oficjalnej stronie internetowej, że ponownie się połączył, aby zagrać szereg koncertów w USA. 5 kwietnia 2008 zespół zagrał razem po raz pierwszy od czasu pożegnalnego tournée na The Bamboozle Left, ale Parada nie wystąpił z nimi.
Pomimo ponownych występów plany na pełną skalę tournée i nowy album nie zostały w chwili obecnej dokonane.

### Saves the Day
Przed rozpadem Face to Face Parada wstąpił do Saves the Day w 2002 roku, aby zastąpić byłego perkusistę Bryana Newmana. Nagrał trzy albumy zespołu In Reverie i Sound the Alarm i Bug Sessions Volume One.
28 marca 2007 ogłoszono, że Parada opuszcza zespół. Miał on powiedzieć:
"Po czterech i pół roku z Saves The Day z przykrością muszę ogłosić, że postanowiłem opuścić zespół. Życzę wszystkim wam wszystkiego najlepszego i nie mogę się doczekać wystartowania z nowym zespołem."'

### The Offspring
W dniu 27 lipca 2007 The Offspring ogłosił na swojej stronie internetowej, że Parada będzie nowym perkusistą zespołu i zastąpi Atoma Willarda, który musiał się skoncentrować nad swoim obecnym projektem Angels & Airwaves.
W 2021 roku odszedł z zespołu. Perkusista nie przyjął szczepionki przeciw COVID-19 w trakcie pandemii, powołując się na zalecenia lekarza, co miało być powodem zwolnienia.

### The Defiant
W marcu 2023 roku współtworzył zespół The Defiant, gdzie gra jako perkusista.

## Dyskografia
Ze Steel Prophet
- Into the Void (Hallucinogenic Conception) (1997)

Z Engine
- Engine (1999)
- Superholic (2002)

Z Halford
- Resurrection (2000)

Z Ali Handel
- Dirty Little Secret (2000)

Z Face to Face
- Standards & Practices (1999)
- Ignorance is Bliss (1999)
- Reactionary (2000)
- Dropkick Murphys split (2002)
- How to Ruin Everything (2002)

Z Jackson/Jackson United
- Jackson (2003)
- Western Ballads (2004)

Z Saves The Day
- In Reverie (2003)
- Sound the Alarm (2006)
- Bug Sessions Volume One (2006)

Z The Offspring
- Rise and Fall, Rage and Grace (2008)
- Days go By (2012)
- Let the Bad Times Roll (2021)